# Myeonmok-dong
Myeonmok-dong (koreanska: 면목동) är en stadsdel i stadsdistriktet Jungnang-gu i Sydkoreas huvudstad Seoul.

## Indelning
Administrativt är Myeonmok-dong indelat i:
| Namn      | Namn                        | Yta km² | Invånare 31 dec 2020 |
| --------- | --------------------------- | ------- | -------------------- |
| 면목본동  | Myeonmobon-dong             | 0,84    | 35 424               |
| 면목2동   | Myeonmok 2(i)-dong          | 0,77    | 25 214               |
| 면목3.8동 | Myeonmok 3(sam).8(pal)-dong | 1,63    | 25 995               |
| 면목4동   | Myeonmok 4(sa)-dong         | 0,87    | 19 270               |
| 면목5동   | Myeonmok 5(o)-dong          | 0,70    | 14 661               |
| 면목7동   | Myeonmok 7(chil)-dong       | 1,20    | 22 714               |